# 日月潭
日月潭（じつげつたん）は、台湾南投県魚池郷に位置する湖。台湾で最も大きな湖である（ダム湖を除く）。湖の北側が太陽（日）の形、南側が月の形をしていることからこう呼ばれる。略称は明潭（みんたん、日と月の合字で明）。

## 地理
日本統治時代（1918年）に、当時台湾総督だった明石元二郎と高木友枝率いる台湾電力株式会社が水力発電所を建設するため、台湾で最も長い川である濁水渓から地下導水路で水を引く計画を立案。翌年台湾電力株式会社を設立し建設を開始するが、途中資金不足や関東大震災による影響などで計画は中断。1928年に松木幹一郎が台湾電力社長に就任したことにより計画が再開され、1934年6月にダム湖と発電所が竣工した。結果、湖面の面積は4.55km²から7.73km²に拡大した。
この発電所は、戦後1948年7月に「大観水力発電所」となり、現在、発電量は台湾の水力発電全体の半分以上を占めている。
また日月潭周辺に住む、台湾原住民のサオ族（邵族）は、この湖をズィントゥン（Zintun[ðintun]）と呼び、日月潭に浮かぶラル（拉魯）島はサオ族の祖霊が宿る場所（聖地）とされている。
1999年に起きた台湾大地震で島の面積が縮小し、月下老人の像が押し倒されるなど大きな被害が出たため現在復興工事が計画されている。
この日月潭の一帯は100年余りの歴史を有する日月潭紅茶の産地でもある。

## 観光
日月潭は国家風景区に指定されており、人気の観光地となっている。日月潭から見る夕日は特に美しいと言われ、また「双潭秋月（日月潭で見る秋の月）」は台湾八景のひとつに数えられている。
湖の周りには8本の遊歩道があり、玄奘寺や文武廟や慈恩塔などのいろいろな名所を回ることができる。また、約39kmある周回道路は、サイクリングや貸しバイクによるツーリングに適している。
湖上には、遊覧船が運航されている。手こぎボートの貸し出しもあり、湖の上からも風景を楽しむことができる。湖岸東側にある中国青年救国団が運営する宿泊・会議施設「日月潭青年活動中心」付近から日月潭ロープウェイがテーマパークの九族文化村との間を結んでいる。
また、台湾ではめずらしい魚が多数生息しているため釣り場としても有名である。食用になるテナガエビ、ウナギ、コイ、コクレンなどの他、コイ科のカワヒラ（Chanodichthys erythropterus、総統魚、曲腰魚、白魚）、ツマリカワヒラ（Culter alburnus 、総統魚、曲腰魚、白魚）、カワイワシ（Hemiculter leucisculus、Sharpbelly、奇力魚、白條）などの日本ではなじみの薄い魚が生息しているが、タイから移入されたナマズ科のトランスルーセントグラスキャットフィッシュ（Kryptopterus bicirrhis、玻璃魚）や南米原産のシクリッド類（Cyclid、紅魔鬼魚）、アフリカ原産のティラピア（呉郭魚、福寿魚）などの外来魚に卵を食われ、その数はすでに激減していると言われる。

## イベント

### 万人遠泳大会
毎年中秋の名月前後に、1983年より始められた「万人遠泳大会」が行われる。総距離は約3000メートル。世界各国から参加者が集まり、2006年には21942人が参加し、初めて2万人を突破した。

### カヌーマラソン
毎年、湖上をめぐるカヌーマラソン（輕艇馬拉松賽）が開催されている。

### 日月潭九族さくら祭り
桜の咲く2月～3月に行われる。

### 日月潭環湖マラソン
毎年10月の第二日曜に開催されている、湖を一周するマラソン大会。

## 交通
- 集集線水里駅より埔里行きなどのバス（豊栄客運バス）で約20分。

集集線車埕駅から日月潭方面へ向かう日月潭ロープウェイの延伸計画がある。
- 台湾鉄路管理局の台中駅、または台湾高速鉄道の台中駅から日月潭行きのバス（南投客運バス）で2時間～2時間半ほど。
- 台北からも日月潭行きのバスが出ている（国光客運バスで台北車站から4時間半ほど。豊栄客運の台北便は2009年9月現在運休している）。

## ギャラリー

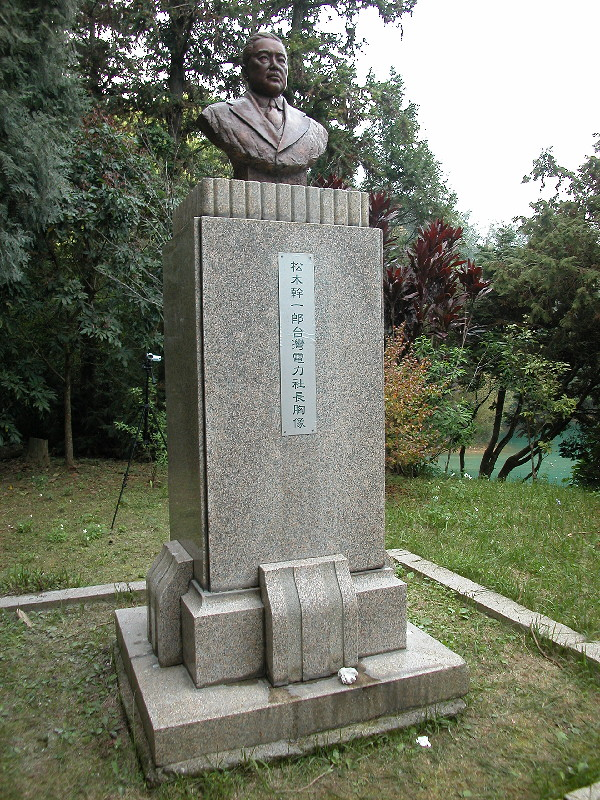
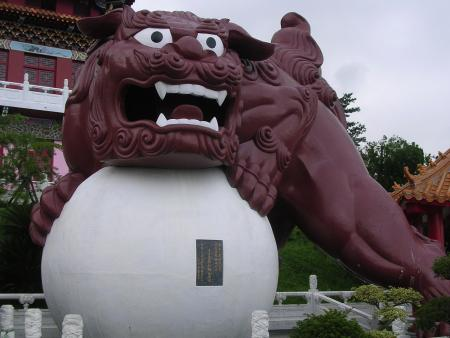
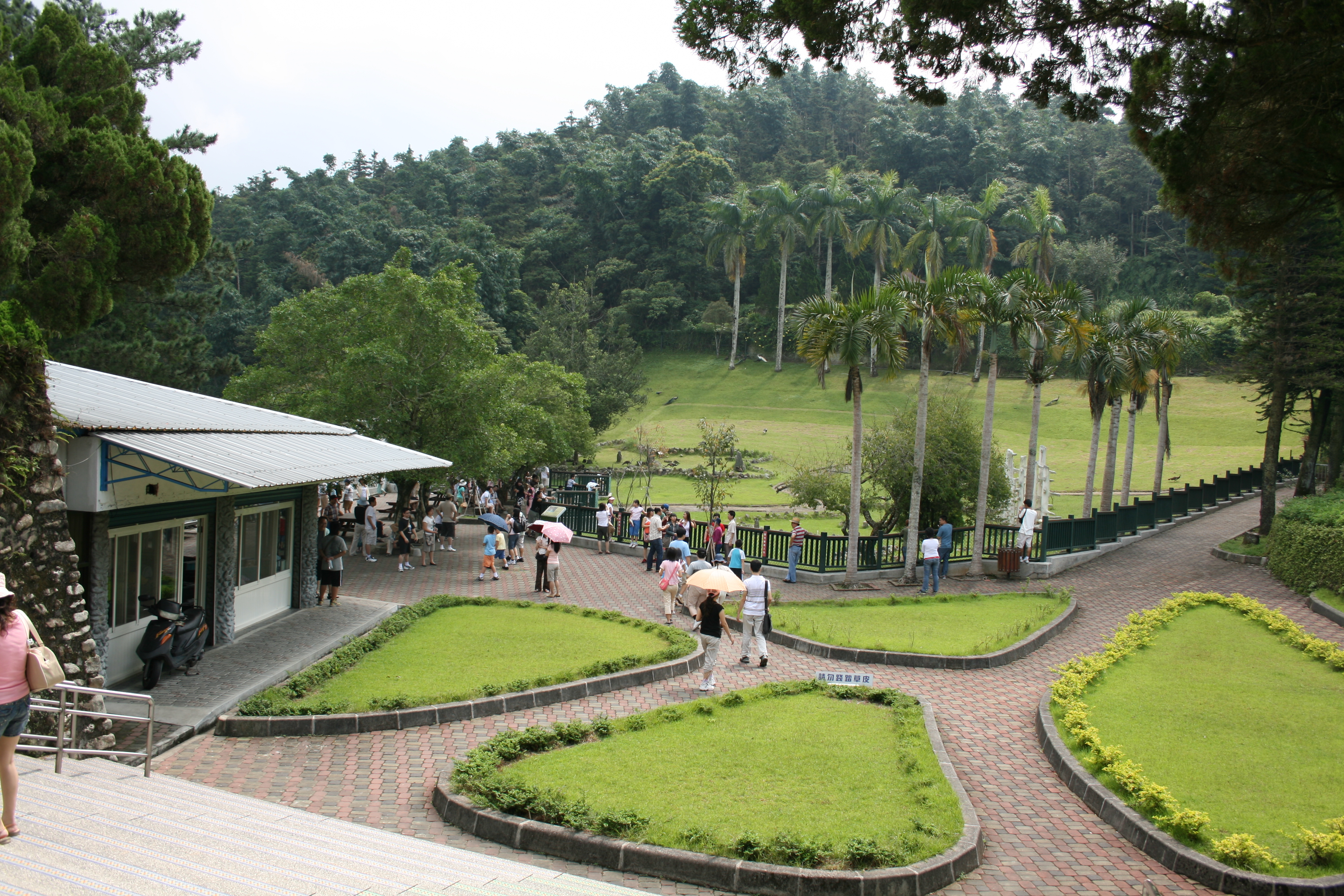
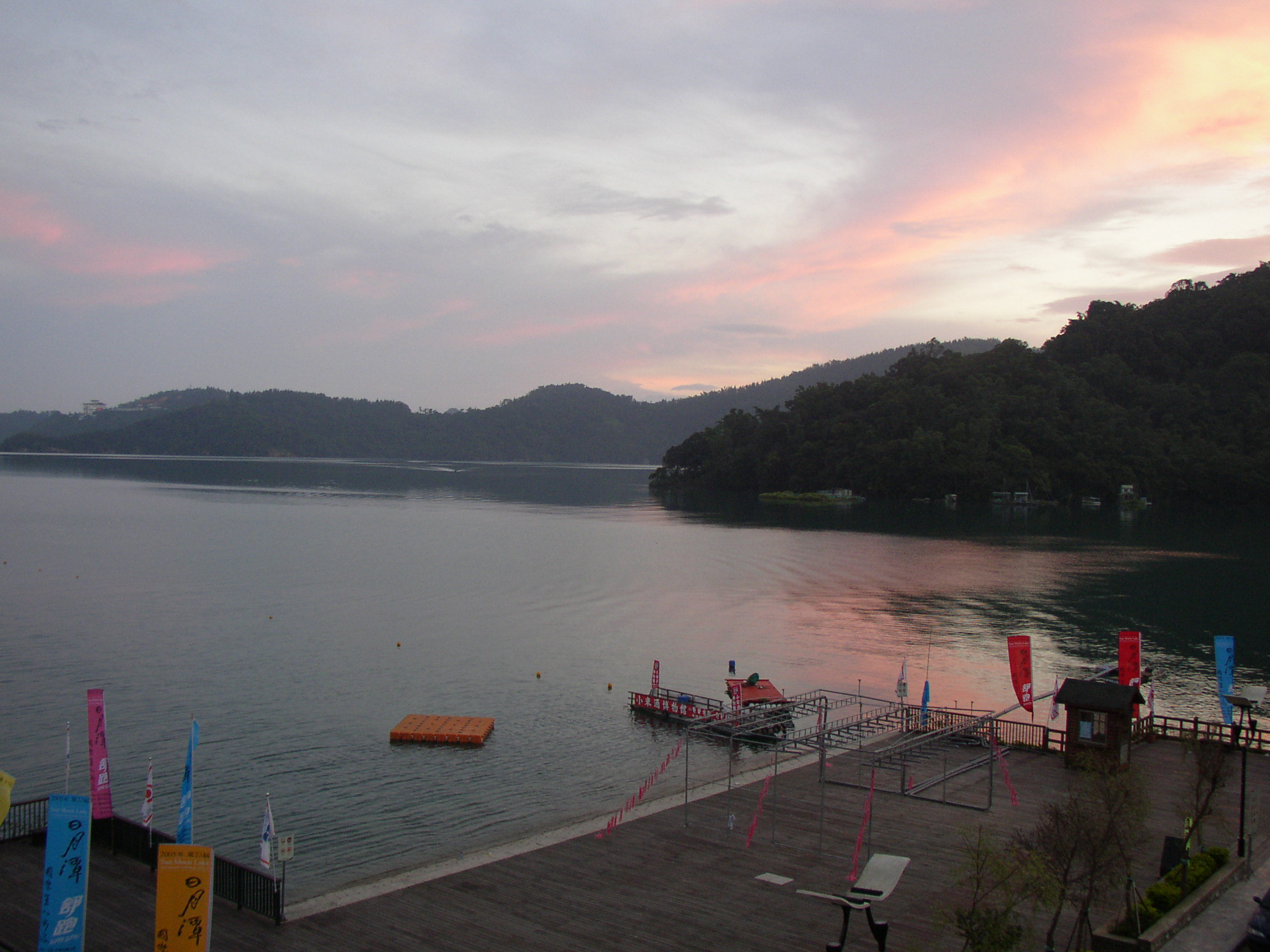
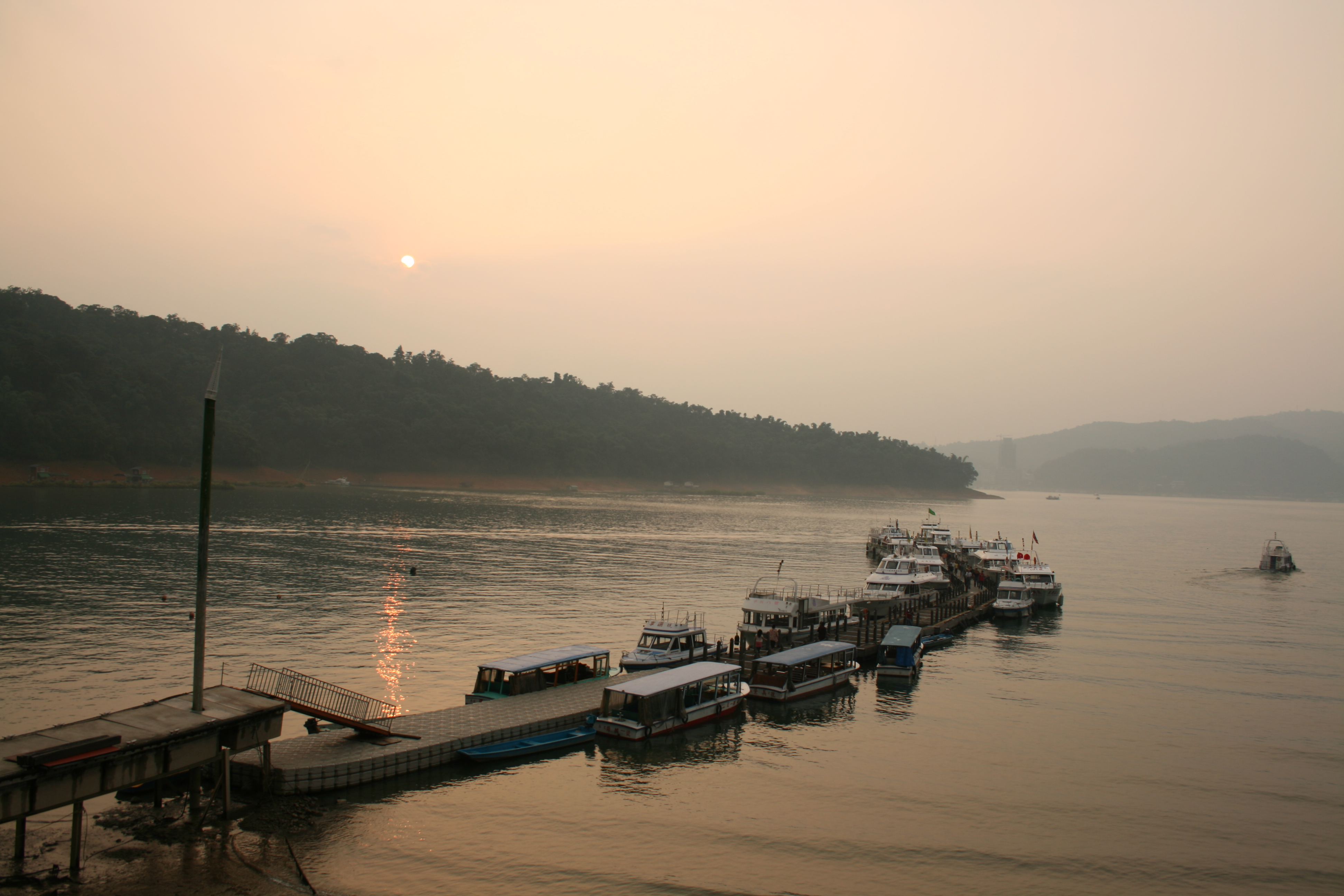
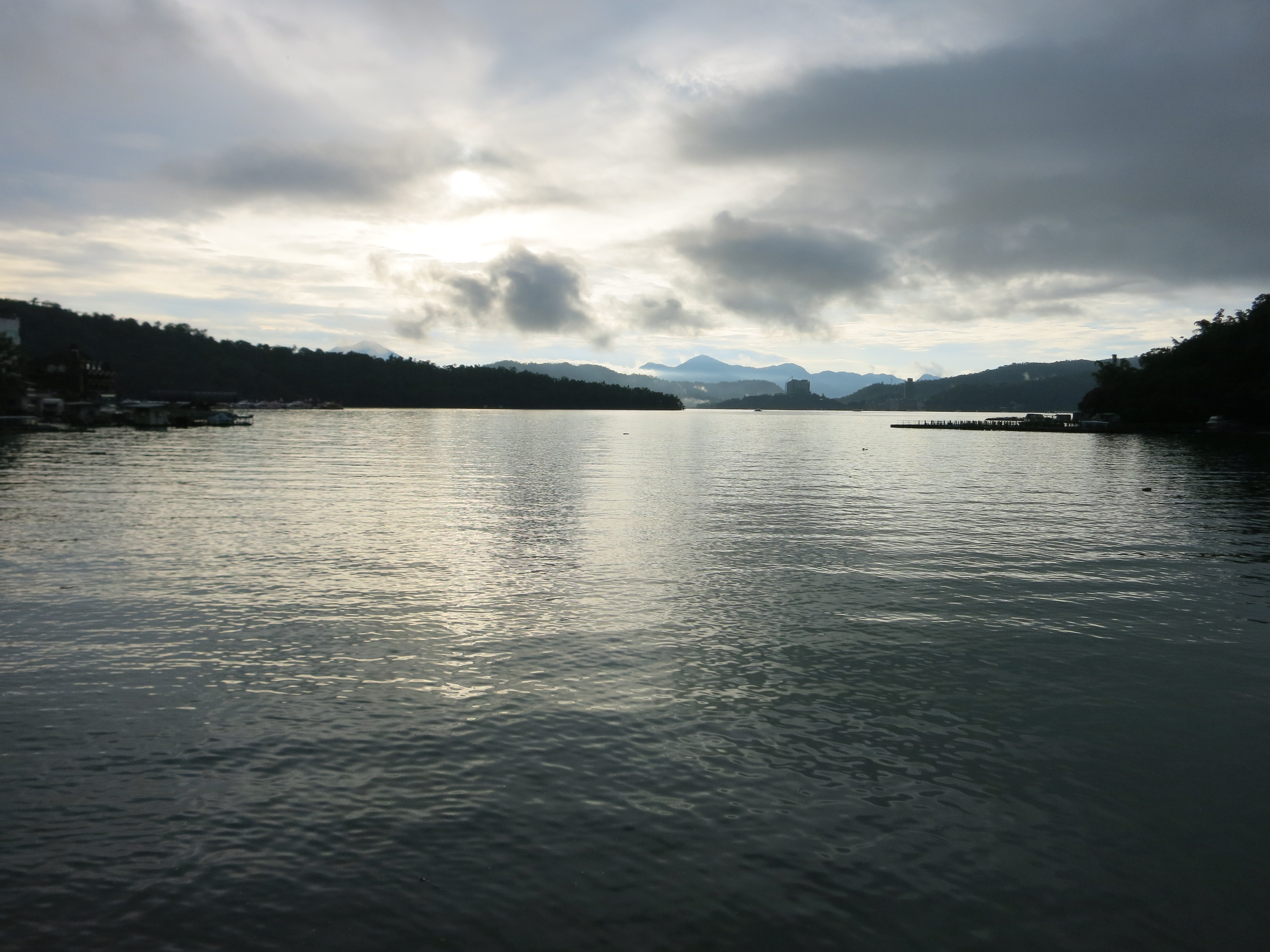
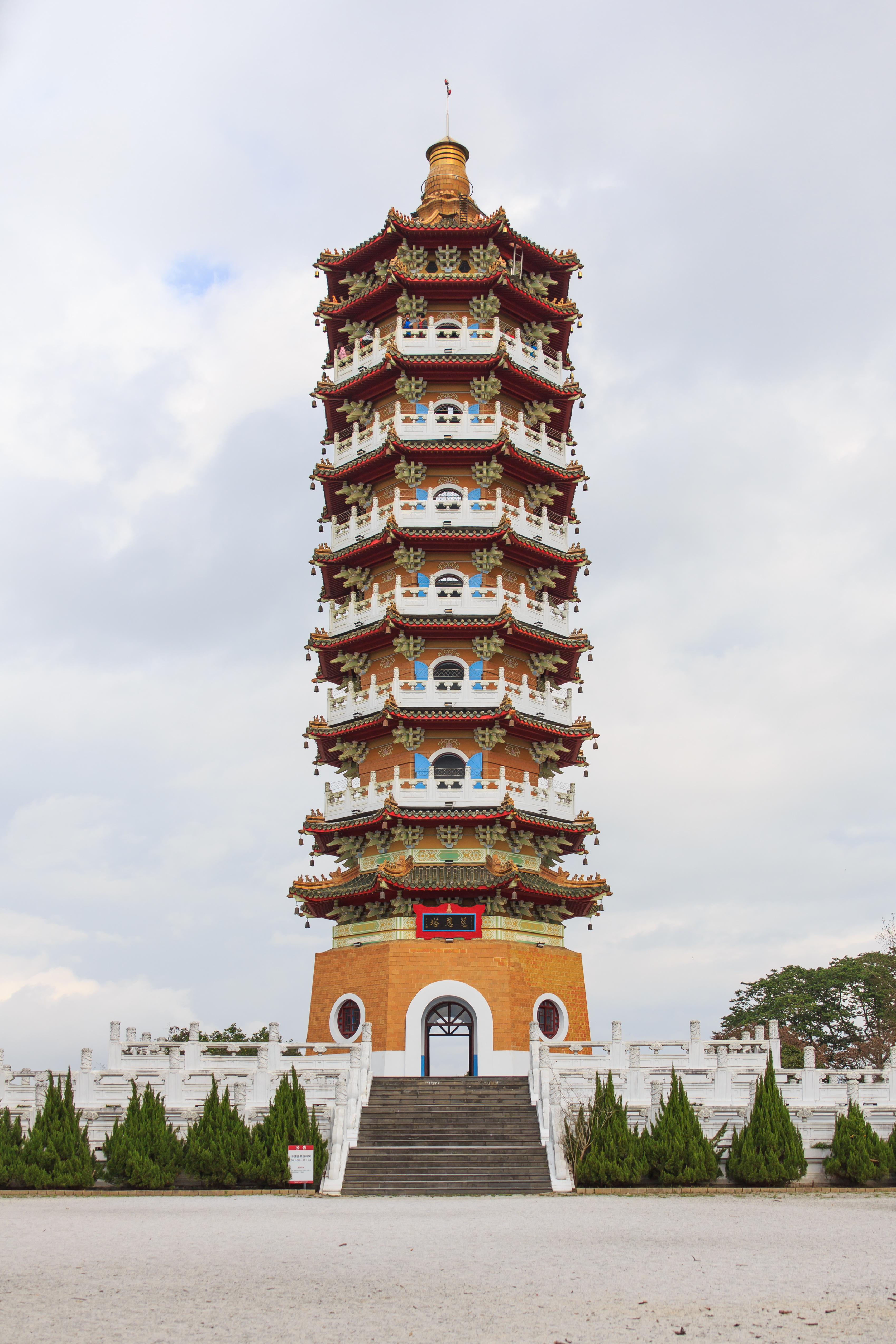
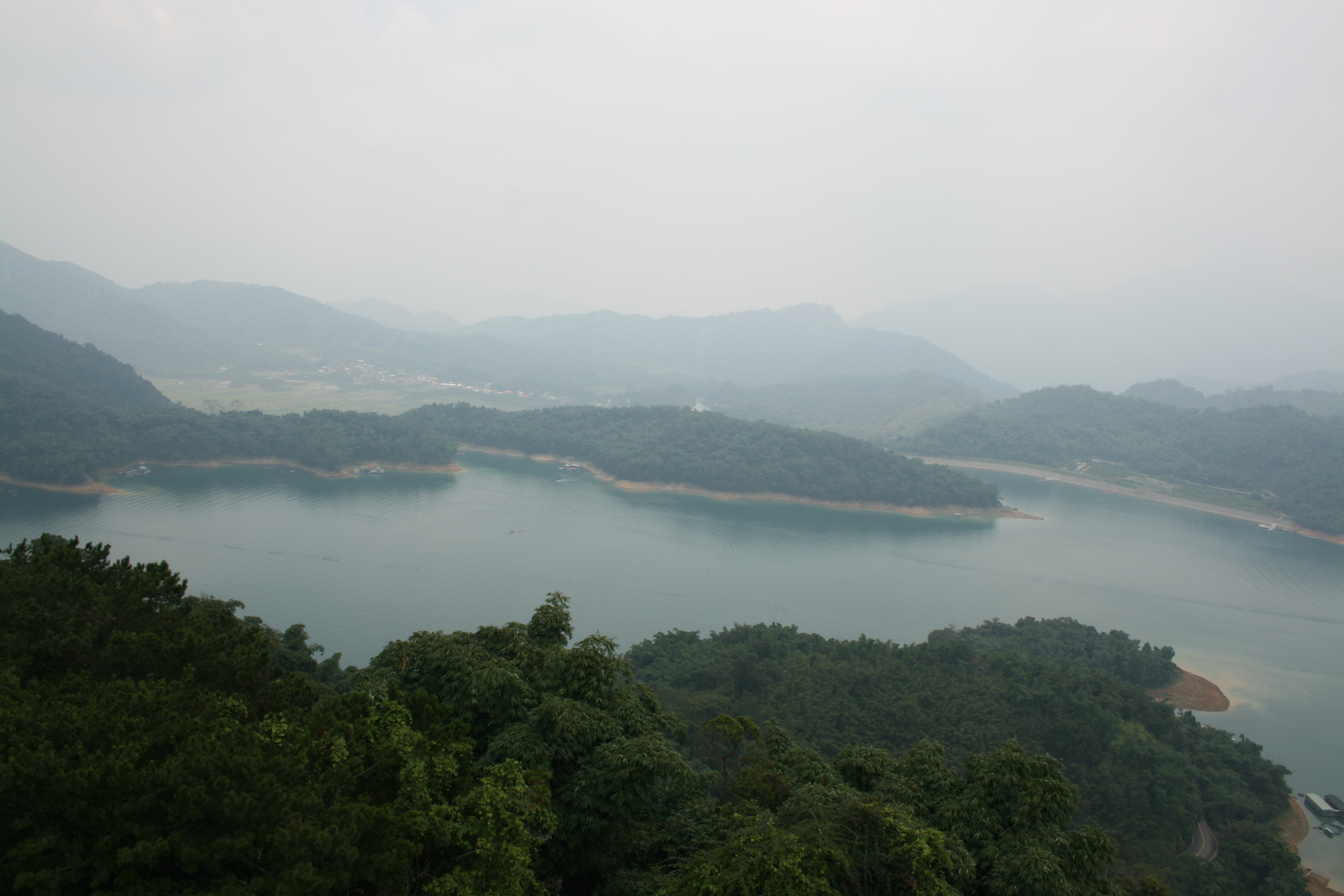
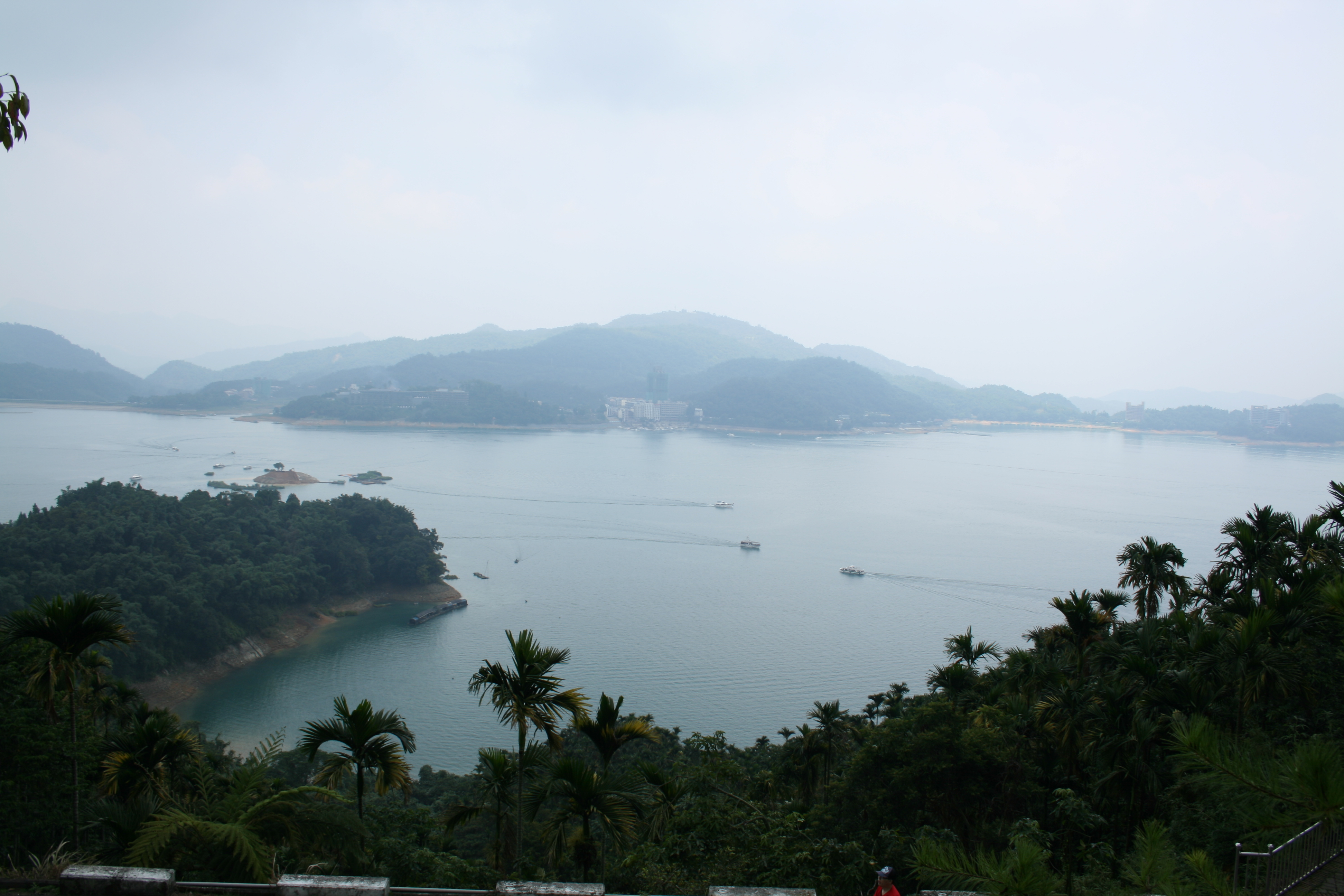
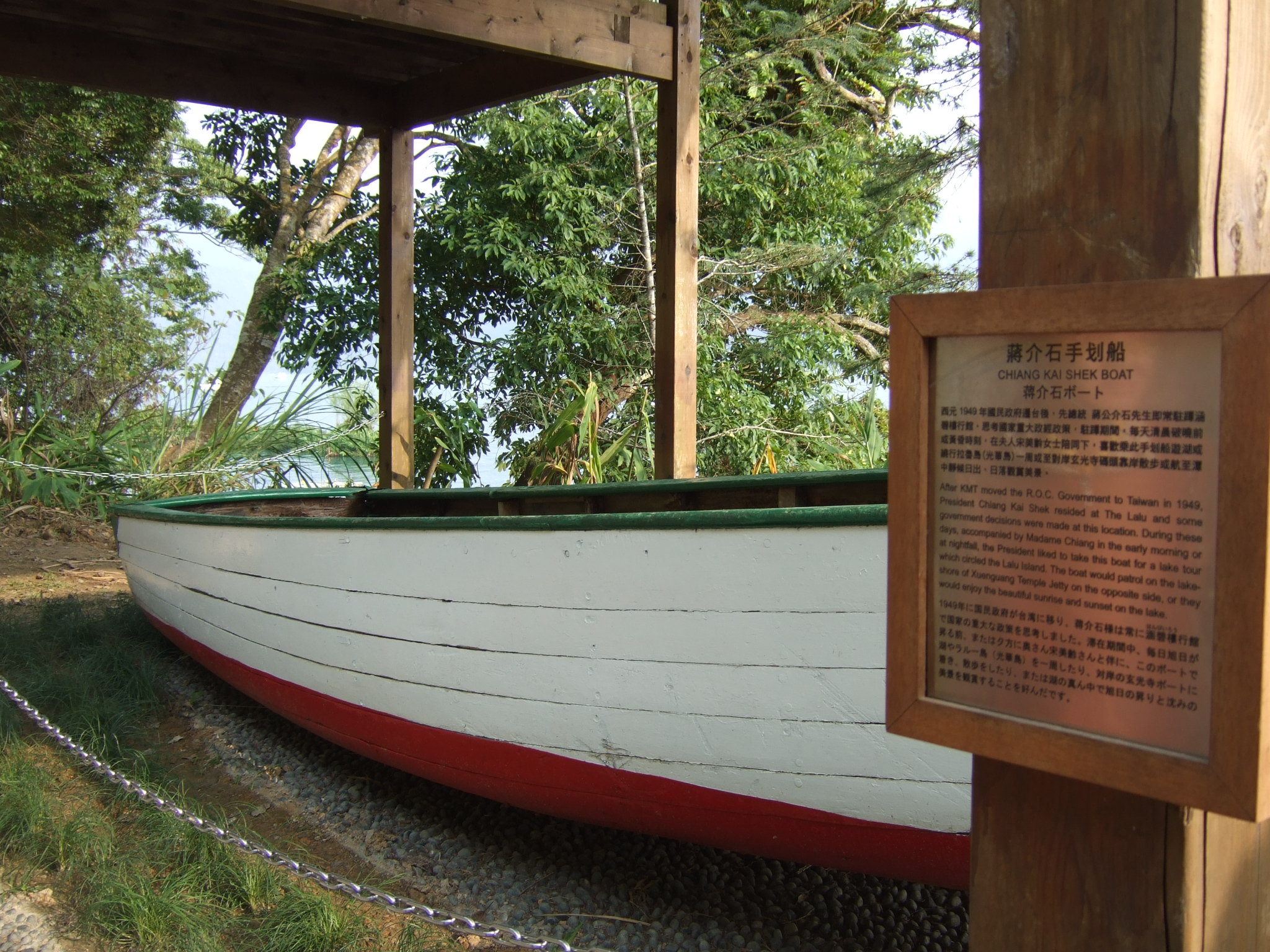

## 舞台となった作品
※発表年月日順。
- カミカゼ野郎 真昼の決斗（1966年）- 主人公（千葉真一）がヒロイン（白蘭）を連れ、モーターボートで逃走するシーン
- 日月潭 異国で教師をはじめたら（2023年）